# Анджелеску, Константин
Константи́н Анджеле́ску (рум. Constantin Angelescu; *12 июня 1870, Крайова — †14 сентября 1948, Бухарест) — румынский политик, профессор медицины, реформатор системы образования. Премьер-министр Румынии. Занимал пост лишь пять суток (30 декабря 1933 — 3 января 1934). Министр образования (1937); Министр публичных дел и коммуникации (1938).
Член Румынской академии наук. Первый Посол Румынии в США.

## Биография
Происходил из старинной благородной семьи города Крайова. Изучал медицину в Париже, где он получил докторскую степень в 1897. Вернувшись в Румынию, стал хирургом, а в 1903 — профессор медицинского факультета Бухарестского университета.
Активно занимается политикой с 1901 года, впервые стал министром во время Первой мировой войны. Но ему не удалось организовать действенную медицинскую службу при румынской армии, что привело к тому, что с 1917 года он был в политической опале. Тогда же даже некоторое время жил в Одессе, на территории УНР.
Впоследствии стал первым послом Румынии в США. После войны неоднократно был министром образования Румынии: 1919, 1922—1928, 1933—1937. Проводит масштабную реформу румынского образования.
После убийства 30 декабря 1933 премьер-министра Иона Дука исполнял обязанности главы правительства в течение четырех дней (30 декабря 1933 — 3 января 1934).
1938 назначен государственным министром в правительстве Мирона Кристи, тогда же становится королевским советником Кароля II.
Умер в сентябре 1948 во французском госпитале в Бухаресте.